# Katepu Sieni
Katepu Sieni (11 de mayo de 1988 en Vaitupu) es un futbolista tuvaluano que juega de arquero en el Football Club Tofaga, club de la capital del país que milita en la División-A.

## Carrera
Luego de desempeñarse un año en el Tofaga B subió al primer equipo en 2009 y se convirtió rápidamente en el arquero titular del club de Funafuti.

### Clubes
| Club                 | País   | Años            |
| -------------------- | ------ | --------------- |
| Tofaga B             | Tuvalu | 2008            |
| Football Club Tofaga | Tuvalu | 2009 - Presente |

### Selección nacional
Representó a Tuvalu. Debutó con el combinado nacional el 1 de septiembre de 2011, en un encuentro de la fase de grupos de los Juegos del Pacífico, ante Nueva Caledonia que finalizó con goleada por ocho tantos a cero a favor de los neocaledonios.

## Palmarés
| Título             | Club   | País   | Año  |
| ------------------ | ------ | ------ | ---- |
| Copa Independencia | Tofaga | Tuvalu | 2010 |
| Copa Navidad       | Tofaga | Tuvalu | 2010 |
| Juegos de Tuvalu   | Tofaga | Tuvalu | 2010 |
| Copa NBT           | Tofaga | Tuvalu | 2011 |
| Juegos de Tuvalu   | Tofaga | Tuvalu | 2012 |